# Fernando Correa
Fernando Edgardo Correa Ayala (Montevideo, 6 gennaio 1974) è un allenatore di calcio ed ex calciatore uruguaiano, di ruolo attaccante.

## Biografia
È padre di Tiziano Correa, a sua volta calciatore professionista.

## Carriera

### Calciatore

#### Club
Inizia la sua carriera nella Liga nel Racing di Santander nel 1996. Nel 1998 si trasferisce all'Atletico de Madrid, dove gioca per cinque stagioni, vincendo la Segunda División spagnola e giungendo per due volte in finale di Coppa del Re. Durante tutta l'esperienza nella capitale iberica ha segnato 4 reti.
Nel 2003 è ceduto al Maiorca. Nel 2005 è ceduto alla Real Valladolid, per poi tornare nella sua nazione nel 2006 per giocare nel River Plate. Nel 2007 è ceduto al Club Atlético Peñarol, mentre nel 2009 passa al River Plate di Montevideo, con cui termina la sua carriera nel 2011.

#### Nazionale
Dopo la partita giocata il 31 marzo 2004 con la sua Nazionale contro il Venezuela, valevole per le qualificazioni al campionato mondiale di calcio 2006, è risultato positivo alla cocaina durante un test anti-doping. In seguito a questa vicenda è stato squalificato dalla FIFA per 12 mesi a partire dal 13 maggio 2004.

### Allenatore
Dal dicembre 2014 al novembre 2015 è stato vice allenatore del Club de Fútbol Pachuca

## Palmarès
- Campionato uruguaiano di seconda Divisione: 1

River Plate Montevideo: 1990-1991
- Campionato spagnolo: 1

Atlético Madrid: 1995-1996
- Coppa di Spagna: 1

Atlético Madrid: 1995-1996
- Segunda División: 1

Atlético Madrid: 2001-2002
- A3 Champions Cup: 1

Shanghai Shenhua: 2007